# Konińskie Zagłębie Węgla Brunatnego

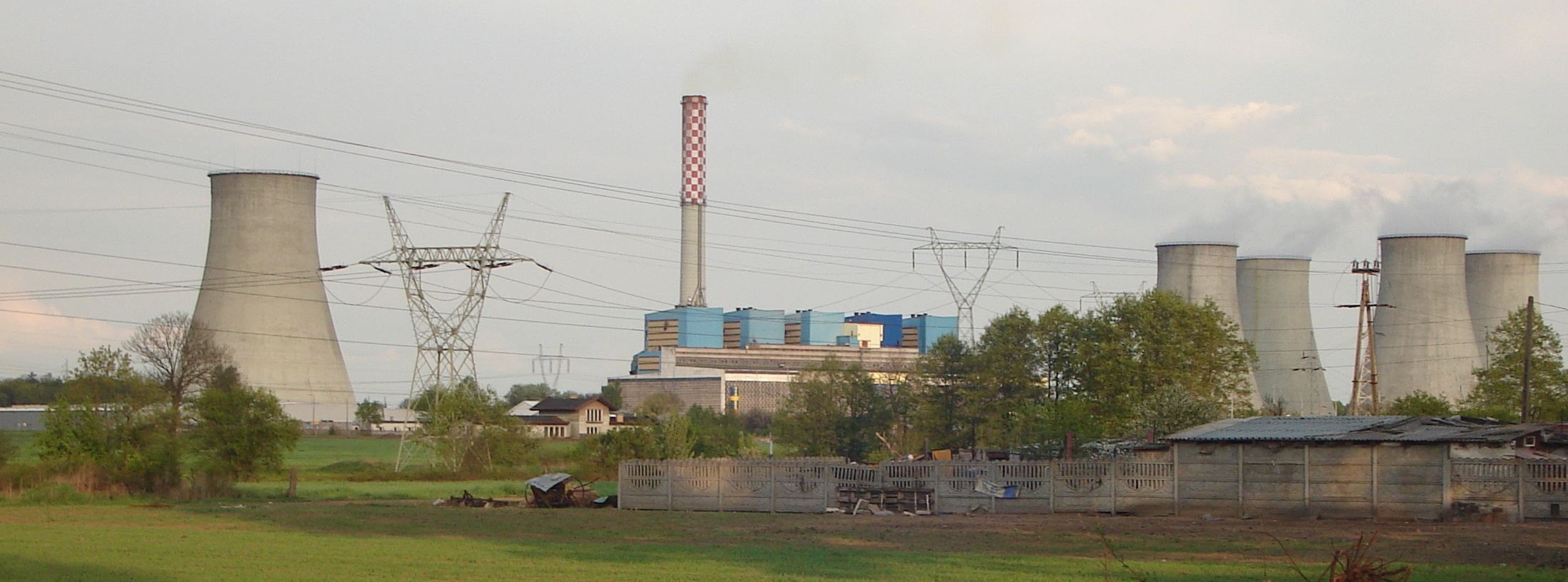
Elektrownia „Adamów”

Konińskie Zagłębie Węgla Brunatnego – zagłębie, które obejmuje swoim zasięgiem kopalnię węgla brunatnego Adamów, kopalnię węgla brunatnego Konin, Zespół Elektrowni Pątnów-Adamów-Konin oraz obiekty towarzyszące.
Zasoby surowca szacuje się na 1,2 mld ton. Wydobycie na dużą skalę rozpoczęło się po 1955 roku. Wydobycie roczne wynosiło około 20 mln ton. Wielkie kopalnie odkrywkowe i rozległe zwałowiska nadkładu ziemnego silnie przekształcają krajobraz, tereny wyeksploatowane są stopniowo rekultywowane.